# Skandinavisches Design
Das Skandinavische Design entstand in den 1950er-Jahren in den drei skandinavischen Ländern Dänemark, Norwegen und Schweden sowie in Finnland. Es ist eine Design-Bewegung, die von schlichter Formalität, Minimalismus, Funktionalität und preisgünstiger Massenproduktion geprägt ist.
Als Urväter des Skandinavischen Designs nennt man den Finnen Alvar Aalto und den Dänen Arne Jacobsen, Architekten und Industriedesigner, die schon ab den 1930er-Jahren eine eigenständige skandinavische Formensprache der Moderne geschaffen haben.
Der Lunning-Preis, der zwischen 1951 und 1970 an herausragende skandinavische Designer verliehen wurde, war ein Instrument, um sowohl skandinavisches Design zu einer anerkannten Ware zu etablieren, als auch um das Profil des skandinavischen Designs zu schärfen. Seit 2006 wird die Tradition eines pan-nordischen Design-Awards mit dem Forum AID Award wieder aufgenommen.
Die Idee, dass schöne und funktionale alltägliche Objekte nicht nur für Wohlhabende erschwinglich sein sollen, sondern für alle zugänglich gemacht werden, ist ein zentrales Thema in der Moderne und im Funktionalismus, wurde aber besonders intensiv im skandinavischen Design der Nachkriegszeit realisiert. Über Architekten wie Alvar Aalto, Arne Jacobsen oder Verner Panton und insbesondere die Firma IKEA wurde das Design so bekannt, dass man sogar von Skandinavischem Wohnen als Gesamtstil der Innenarchitektur und Wohnkultur spricht.
Der ideologische Hintergrund war die Entstehung einer bestimmten skandinavischen Form der Sozialdemokratie in den 1950er-Jahren sowie die zunehmende Verfügbarkeit von preisgünstigen Materialien und Methoden der Massenproduktion.
Skandinavisches Design greift häufig auf in Form gepresstes Holz, Plastik, eloxiertes oder lackiertes Aluminium oder gepressten Stahl zurück.
Das Konzept des skandinavischen Designs ist Gegenstand vieler wissenschaftlicher Debatten, Ausstellungen und Marketing-Programme. Viele der demokratischen Designideale, die ein zentrales Thema der Bewegung waren, haben überlebt und können in der zeitgenössischen Designarbeit von skandinavischen und internationalen Designern wiedergefunden werden.
Bekannte Produzenten und Handelsunternehmen für skandinavisches Design sind:
- Arabia (Finnland)
- Bang & Olufsen (Dänemark)
- BoConcept (Dänemark)
- Design House Stockholm (Schweden)
- Ekovaruhuset Organic Fashion
- Electrolux (Schweden)
- Elfa (Schweden)
- Flexa Furniture (Dänemark)
- Flying Tiger (Dänemark)
- Georg Jensen (Dänemark)
- Iittala (Finnland)
- IKEA (Schweden)
- Kvadrat (Dänemark)
- Kvänum (Schweden)
- Marimekko (Finnland)
- Ordning & Reda (Schweden)
- Orrefors Kosta Boda AB
- Royal Copenhagen (Dänemark)